# Tirante el Blanco (película)
Tirante el Blanco es una película española del año 2005 dirigida por Vicente Aranda, basada en la novela homónima del escritor medieval valenciano Joanot Martorell. Se centra en las aventuras de Tirante en Constantinopla dejando de lado los orígenes de Tirante, pues en la película Tirante ya comienza siendo caballero. Así, de la novela sólo se conservan el personaje y algunas vagas ideas.

## Argumento
La película se desarrolla en siglo XV. Cuenta la historia de cómo el caballero Tirante (Casper Zafer) recibe el encargo del emperador de Bizancio (Giancarlo Giannini) para que le libere del asedio de los turcos, que están acechando en Constantinopla. Tirante no defrauda las esperanza que han depositado en él. No sólo vence en el campo de batalla sino también en el amor tras superar la oposición de Carmesina (Esther Nubiola), presumible y única heredera del Imperio bizantino. Mientras, Mehmed II (Rafael Amargo), el gran sultán de los turcos, hombre joven y atractivo, intenta buscar la paz con el imperio mediante la unión matrimonial con Carmesina y evitar así un enfrentamiento en el campo de batalla con Tirante.